# Eothenomys jinyangensis
Eothenomys jinyangensis — вид ссавців-гризунів родини хом'якових (Cricetidae). Він є ендемічним для південного заходу китайської провінції Сичуань, де він живе на висотах понад 3000 м н.р.м. Він має голову й тулуб ≈ 90 мм і хвіст ≈ 45 см. Природне середовище існування — мокрі трави з розсіяними хвойними деревами.